# Olibanum

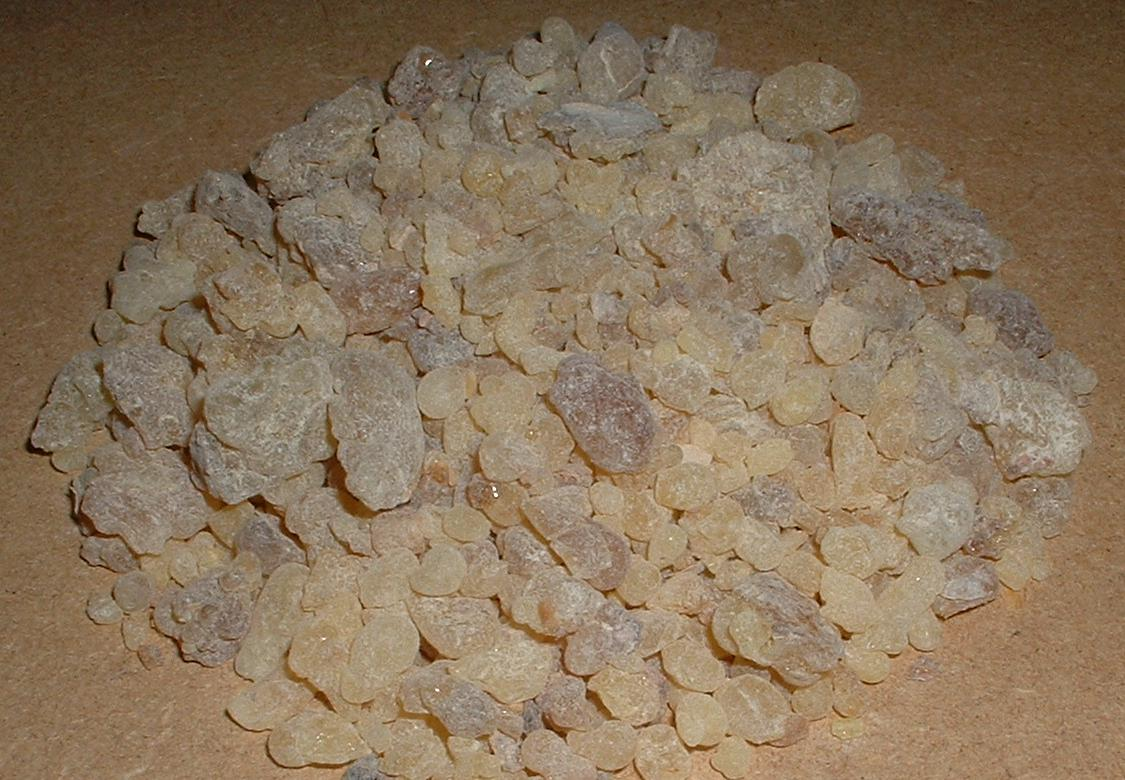
Olibanum från Somalia

Olibanum är ett aromatiskt harts från trädet Boswellia frereana eller Boswellia sacra. Olibanum är historiskt en högt ansedd ingrediens i rökelse som används i kyrkliga sammanhang och benämns ibland även som "ren rökelse". Det land som producerar mest olibanum samt av den främsta kvaliteten i världen är Somalia. Myrra är en annan växt Somalia producerar i dess like.

## Etymologi
Några olika benämningar:
- Olibanum, Från medeltidslatinets olibanum. Vissa källor anger att olibanum skall uttydas olja från Libanon. Andra källor anger att det kommer från arabiskans al-lubán vilket betyder "från mjölk".
- Libanonharts från tolkningen av olibanum
- Frankincense är en engelsk benämning, där frank troligen betyder sann och incense är engelska för rökelse[1]. Detta skall antagligen uttydas som att denna harts är den som ger den riktiga rökelsen, den som avses i bibeln
- Förr användes även benämningen vit, ren eller sann rökelse, vilket har samma ursprung som frankincense
- Virak, av tyskans weihrauch, vilket uttyds invigd eller helig rök

## Källhänvisningar
1. ↑  http://www.etymonline.com/index.php?allowed_in_frame=0&search=frankincense